# هيلين والكر
هيلين والكر (بالإنجليزية: Helen Walker)‏ (و. 1920 – 1968 م) هي ممثلة، من الولايات المتحدة الأمريكية، ولدت في ورسستر، ماساتشوستس، توفيت عن عمر يناهز 48 عاماً.

## وصلات خارجية
- هيلين والكر على موقع IMDb (الإنجليزية)
- هيلين والكر على موقع ألو سيني (الفرنسية)
- هيلين والكر على موقع أول موفي (الإنجليزية)
- هيلين والكر على موقع قاعدة بيانات برودواي على الإنترنت (الإنجليزية)
- هيلين والكر على موقع قاعدة بيانات الأفلام السويدية (السويدية)
- هيلين والكر على موقع إن إن دي بي (الإنجليزية)
- هيلين والكر على موقع قاعدة بيانات الفيلم (الإنجليزية)
- هيلين والكر على موقع كينوبويسك (الروسية)